# Circulisporites
Genre
Espèce
Circulisporites est un genre fossile.
Pour Paleobiology Database, il s'agit d'un genre d'acritarches, des microfossiles à paroi organique, encore appelés palynomorphes, auxquels il n'est pas possible d'attribuer une affinité biologique avec certitude (on les regroupe dans les Biota incertae sedis).
Selon Paleobiology Database en 2023, le genre est resté monotypique et la seule espèce est Circulisporites parvus.

## Classification
Le genre Circulisporites et l'espèce Circulisporites parvus sont décrits par De Jersey en 1962,,.
La base de données Palynodata[réf. nécessaire], qui répertorie des palynomorphes, ne se prononce pas sur la classification du taxon.
Pour Interim Register of Marine and Nonmarine Genera (IRMNG), le genre appartient à la famille d'algues vertes des Zygnemataceae (Zygnematales, Zygnematophyceae, Charophyta).
L'espèce Circulisporites elegans Ou-yang, Yin & Li, 1974, une espèce décrite en Chine, diffère des autres espèces par sa distribution temporelle qui débute bien avant celle des autres espèces, en débutant au Néoprotérozoïque[réf. nécessaire].
L'espèce type est Circulisporites parvus de Jersey, 1962[réf. nécessaire], qui a été trouvée dans des terrains datant du Trias en Australie[réf. nécessaire].

### Liste des espèces
Selon Palynodata (site visité le 12 janvier 2023)[réf. nécessaire], le genre comprend les espèces suivantes:
- †Circulisporites bianularis (du Permien au Kungurien)
- †Circulisporites calvitium (de l'Artinskien à la fin du Permien)
- †Circulisporites circulus (début du Cénomanien)
- †Circulisporites elegans (du Néoprotérozoïque au Cambrien)
- †Circulisporites equipolaris (de la fin du Trias au début du Jurassique)
- †Circulisporites fragilis (du début du Trias au début du Crétacé)
- †Circulisporites galeoides (fin de l'Artinskien)
- †Circulisporites lepidus (début du Crétacé)
- †Circulisporites magnus (Permien)
- †Circulisporites monilis (fin du Permien)
- †Circulisporites parvus (du début du Gondwana au début du Crétacé)

### Publication originale
- [1962] (en) Noel Jack De Jersey, « Triassic Spores and Pollen Grains from the Ipswich Coalfield », Geological Survey of Queensland,‎ 1962. .